# アジョシ
『アジョシ』（朝: 아저씨）は、2010年公開の韓国映画。2010年度の韓国興行収入1位を記録。主演のウォンビンは大鐘賞で主演男優賞を獲得した。タイトルは朝鮮語で「おじさん」の意。

## ストーリー
元特殊要員のチャ・テシク（ウォンビン）は、質屋を営みながら細々と暮らしている。彼を訪ねて来るのは、質屋の客と隣家に住む少女チョン・ソミ（キム・セロン）だけだ。ソミはテシクを「アジョシ」（おじさん）と呼び慕い、テシクも次第にソミに心を開いていく。ある日、ソミが鞄を盗んだと警察に捕まり、親の名前を訊かれていたところにテシクが通りかかる。ソミはテシクをパパだと指差すが、テシクは無視して立ち去る。
ソミの母親は麻薬事件に関与しており、ソミも母親と共に拉致されてしまう。麻薬取引や臓器売買の元締めであるマンソク兄弟は母子を人質にし、テシクに麻薬の運び屋を引き受けさせる。取引と同時に警察に通報し、テシクと取引相手を引き渡そうと企てていたのだ。当日、警察は取引相手のボスであるオ社長（ソン・ヨンチャン）を取り逃がすが、テシクが使った車のトランクの中に臓器を抜かれたソミの母親の死体を発見する。殺人と臓器売買の容疑で逮捕されたテシクは身元を調べられ、前科や麻薬歴はないものの、1998年以降の記録が抹消されていることが発覚。調査の末に、テシクは98年から暗殺を主な任務とする特殊部隊要員として従事しており、2006年に起きた交通事故を最後に記録が途絶えていることも判明する。その事故の際に即死した同乗者はテシクの妻であり、彼女はテシクの子を身籠っていた。捜査官の隙を突いて逃走したテシクは、再びソミの行方を捜し始める。
マンソク兄弟一味の策略により、ソミは同年代の子どもたちと共に軟禁されていた。これ以上愛する者を失いたくないテシクは、ソミを救うため、一人で組織に乗り込んでいく。テシクが敵のアジトにたどり着くと、マンソク兄弟はソミの眼球らしきものを見せつける。激昂したテシクは組織を壊滅。全てが終わり、自殺を図ろうとするテシクのもとに少女の声が聞こえる。実は眼球はソミのものでなく、彼女は組織の一員であるラム（タナーヨング・ウォンタクーン）に密かに助けられていたのだ。
テシクの計らいで駄菓子屋の老人に引き取られることになったソミは、警察に連行されるテシクと別れを交わすのだった。

## キャスト
| 役名         | 俳優                         | 日本語吹替 |
| ------------ | ---------------------------- | ---------- |
| チャ・テシク | ウォンビン                   | 東地宏樹   |
| チョン・ソミ | キム・セロン                 | 矢島晶子   |
| マンソク     | キム・ヒウォン               | 高瀬右光   |
| ジョンソク   | キム・ソンオ                 | 西健亮     |
| キム・チゴン | キム・テフン                 | 檀臣幸     |
| オ社長       | ソン・ヨンチャン             | 横島亘     |
| ラム・ロワン | タナーヨング・ウォンタクーン | 岩崎了     |

- その他の日本語吹き替え：原島梢／片貝薫／間宮康弘／黒澤剛史／青木強／中田隼人／佐々木啓夫／坂巻学／小日向みわ

## 受賞歴

### 2010年
- 第47回大鐘賞：主演男優賞（ウォンビン）
- 第47回大鐘賞：人気男優賞（ウォンビン）
- 第47回大鐘賞：映像技術賞（キム・テウィ）
- 第47回大鐘賞：編集賞（キム・サンボム）
- 第31回青龍映画賞：人気スター賞（ウォンビン）
- 第31回青龍映画賞：技術賞（武術）（パク・ジョンリュル）
- 第31回青龍映画賞：最多観客賞
- 第8回大韓民国映画大賞：主演男優賞（ウォンビン）
- 第8回大韓民国映画大賞：新人女優賞（キム・セロン）
- 第8回大韓民国映画大賞：撮影賞（イ・テユン）
- 第8回大韓民国映画大賞：照明賞（イ・チョロ）
- 第8回大韓民国映画大賞：編集賞（キム・サンボム）
- 第8回大韓民国映画大賞：視覚効果賞（武術）（パク・ジョンリュル）
- 第8回大韓民国映画大賞：音楽賞（シム・ヒョンジョン）
- 第19回釜日映画賞：音楽賞（シム・ヒョンジョン）
- 第19回釜日映画賞：釜日読者審査団賞
- 第13回ディレクターズ・カット・アワーズ：今年の製作者賞（イ・テホン）
- 第11回大韓民国国会大賞：映画部門 大賞
- 第2回大韓民国韓流大賞：大衆文化 映画部門
- フィラデルフィア映画祭：特別賞
- 第6回大韓民国大学映画祭：監督賞（イ・ビョンボム）
- 第6回大韓民国大学映画祭：主演男優賞（ウォンビン）
- 第6回大韓民国大学映画祭：撮影賞（イ・テユン）
- 第6回大韓民国大学映画祭：音楽賞（シム・ヒョンジョン）

### 2011年
- 第2回映画記者協会選定 今年の映画賞：主演男優賞（ウォンビン）
- 第8回マックスムービー今年の映画賞：最高の監督賞（イ・ビョンボム）
- 第8回マックスムービー今年の映画賞：最高の男優賞（ウォンビン）
- 第8回マックスムービー今年の映画賞：最高の新人女優賞（キム・セロン）
- 第3回ボームスリラー国際映画祭：大賞

## リメイク
2020年8月現在、『ジョン・ウィック』シリーズの監督チャド・スタエルスキと脚本家デレク・コルスタッドによって、ハリウッドリメイク企画が進められていることが判明した。